# 因久山焼

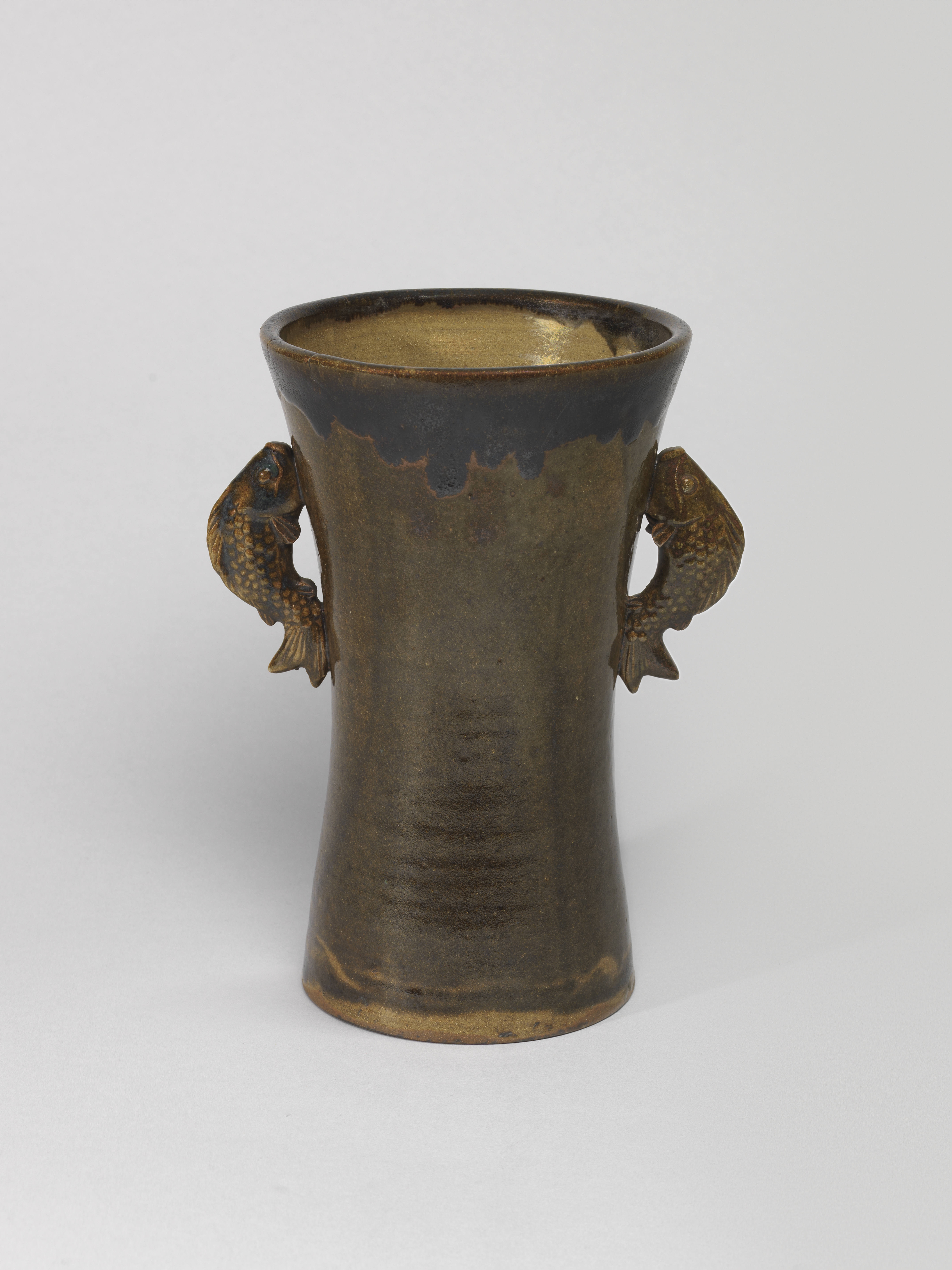
花生 チェルヌスキ美術館蔵

因久山焼（いんきゅうざんやき）は、鳥取県八頭郡八頭町（旧・郡家町）にて焼かれる陶器。

## 概要
因久山焼の始まりは、明和年間（1764年～72年）に鳥取藩主池田侯によって京都から招聘された六兵衛が開窯し、尾崎家初代治良右衛門と芹沢家二代亀五郎に陶技を伝授したことに始まる。1795年（寛政7年）には御国産として保護を受け、享和･文化（1801年～18年）頃には、信楽の陶工勘蔵が新たな陶法をもたらし、息子勘助とともに名品を残すなど、現在知られる因久山焼の基礎が確立した。
芹沢家は藩主池田侯の御用を務めたことなどから、「因久山」（因幡国久能寺）の窯名を賜り、他家も含めて「因久山」と押印するようになり、因久山焼の名が広まった。1805年（文化2年）～1806年（文化3年）頃には、池田斉邦が久能寺を訪れて製陶を直接督励している。その後、1852年（嘉永5年）には、粟田焼に発注していた御用品を久能寺で焼かせるなどの保護・督励が行われた。
伝世する作品の多くは茶陶であり、藁灰釉、緑釉、白釉、黒釉などを単調に流しかけた例が多い。 また捻り物にも優品は知られるが、細やかな細工の作品は少ない。現在、江戸時代から続く七室の連房式登窯を焼き継ぐ芹澤家が窯元として知られる。 